# 헨드릭 본만
헨드릭 본만 (Hendrik Bonmann, 1994년 1월 22일, 에센 ~ ) 은 독일의 축구 선수로, 현재 오스트리아 분데스리가의 볼프스베르거 AC에서 골키퍼로 활약하고 있다.